# دشمن مخفی
دشمن پنهان (به انگلیسی: The Secret Adversary) نام یک کتاب ادبی است که توسط آگاتا کریستی، نویسندهٔ اهل انگلستان نوشته شده‌است.